# Dio puta mog
Dio puta mog je osmi samostalni album hrvatskog glazbenika Jasmina Stavrosa koji je izašao 1999. u izdanju diskografske kuće Tonike/Orfeja/Croatia Recordsa. Album je pop žanra. 
Na albumu su surađivali Branko Mihaljević, Tonči i Vjekoslava Huljić, Fayo, Alka Vuica i drugi.
Album sadrži sedam novih i tri od prije poznate skladbe.

## Popis pjesama
Fedor Boić je ostavio veliki autorski pečat na ovom albumu. Autor je, aranžer i producent većine pjesama s ovog albuma.
1. Hladno (Fedor Boić – Fedor Boić – Fedor Boić)
2. Rana (Fedor Boić – Fedor Boić – Fedor Boić)
3. Srce slomljeno
4. Lako ćemo mi (duet s Miroslavom Škorom) (Marin Bukmir – Faruk Buljubašić Fayo / Miroslav Škoro – Branimir Mihaljević)
5. Prohujalo s vihorom
6. Dio puta tvog (Tonči Huljić – Vjekoslava Huljić – Fedor Boić)
7. Neću život žaliti
8. Da je sreće bilo (Fedor Boić – Fedor Boić – Fedor Boić)
9. Kao kap na dlanu
10. Nema mi do njenih očiju (Fedor Boić – Fedor Boić – Fedor Boić)

Uspješnica s ovog albuma je Nema mi do njenih očiju.

## Vanjske poveznice
- Diskografija
- Spotlight Ezine  Arhivirana inačica izvorne stranice od 11. lipnja 2012. (Wayback Machine)